# Bukowo (Człopa)
Bukowo (deutsch Buchholz) ist ein Dorf in der Landgemeinde (Gmina) Człopa (Schloppe) im Powiat Wałecki (Deutsch Kroner Kreis) der polnischen Woiwodschaft Westpommern.

## Geographische Lage
Das Dorf liegt im Netzedistrikt des ehemaligen Westpreußen, etwa dreißig Kilometer südwestlich von Wałcz (Deutsch Krone),  zwölf Kilometer südsüdöstlich von Tuczno (Tütz) und fünf Kilometer ostnordöstlich von Człopa (Schloppe).

## Geschichte
Das Dorf hieß 1641 Bucholdt, neupolnisch Bukow.
Um 1930 hatte die Gemeinde Buchholz sieben Wohnplätze:
- Buchholz
- Buchholzermühle
- Domäne Krumpohl
- Forsthaus Hahnfier
- Forsthaus Krumpohl
- Forsthaus Mühlheide
- Kleinbahnhof Buchholz-Krumpohl

Im Jahr 1945 gehörte Buchholz zum Landkreis Deutsch Krone im Regierungsbezirk Grenzmark Posen-Westpreußen der preußischen Provinz Pommern des Deutschen Reichs. Buchholz war dem Amtsbezirk Schloppe zugeordnet.
Im Februar 1945 wurde Buchholz von der Roten Armee besetzt. Nach Beendigung der Kampfhandlungen wurde die Region seitens der sowjetischen Besatzungsmacht zusammen mit ganz Hinterpommern und der südlichen Hälfte Ostpreußens – militärische Sperrgebiete ausgenommen – der Volksrepublik Polen zur Verwaltung überlassen. Es wanderten nun Polen zu. Buchholz wurde unter der polnischen Ortsbezeichnung „Bukowo“ verwaltet. Die einheimische Bevölkerung wurde von der polnischen Administration aus Buchholz vertrieben.

### Demographie
| Jahr | Einwohner | Anmerkungen |
| ---- | --------- | --- |
| 1783 | –         | adliges Bauerndorf mit einer katholischen Filialkirche von Schloppe, im Netzedistrikt, Kreis Krone, 13 Feuerstellen (Haushaltungen) |
| 1818 | 165       | königliches Dorf (156 Einwohner) und königliche Mühle (neun Einwohner), Amt Schloppe                                                |
| 1910 | 191       | am 1. Dezember, darunter 172 Evangelische und 19 Katholiken; zwei Personen mit polnischer Muttersprache                             |
| 1925 | 273       | darunter 241 Evangelische und 32 Katholiken                                                                                         |
| 1933 | 278       | [ 6 ] |
| 1939 | 237       | [ 6 ] |

## Kirche
Die bis Kriegsende 1945 anwesende Dorfbevölkerung war mit wenigen Ausnahmen evangelisch. Die Protestanten des Dorfs gehörten zum Kirchspiel Schloppe.
Hier stand 1641 ein evangelisches Bethaus, das zu einer katholischen Kapelle umgewandelt wurde. 1739 war diese verfallen, da alle Einwohner evangelisch waren und es an regelmäßiger Wartung gemangelt hatte.